# KYT昼のニュース
『KYT昼のニュース』（ケーワイティーひるのニュース）は、1994年4月1日開局から1996年3月31日まで鹿児島読売テレビで昼に放送されていたニュース番組（日本テレビ発『NNN昼のニュース』の鹿児島読売テレビタイトル差し替え）。正式タイトルは『KYT昼のニュース NNN』。

## 概要
本番組は鹿児島読売テレビの開局とともにスタートした。音楽は日本テレビと同じものを使用しており、番組タイトルロゴも山形放送と同じものを使用していた。オープニングとENDタイトルに関しても『KYTニュース日曜夕刊』と同じ独自のCGを使用していた。
なお、鹿児島県での『NNN昼のニュース』は、鹿児島読売テレビ開局まで鹿児島テレビで放送されていた（1985年4月1日から1994年3月31日まで）。

## 放送時間
いずれもJST。

### 月曜日 - 土曜日
- 11:30 - 11:50 （20分、1994年4月1日 - 1996年3月30日）

### 日曜日
- 11:30 - 11:40 （10分、1994年4月3日 - 1996年3月31日）

## 関連番組
- NNN昼のニュース

| 鹿児島読売テレビ 昼のKYTニュース | 鹿児島読売テレビ 昼のKYTニュース | 鹿児島読売テレビ 昼のKYTニュース |
| 前番組                           | 番組名                           | 次番組                           |
| -------------------------------- | -------------------------------- | -------------------------------- |
| （開局前につき無し）             | KYT昼のニュース NNN              | KYTニュースダッシュ NNN          |